# (35098) 1991 GB7
(35098) 1991 GB7 es un asteroide perteneciente al cinturón exterior de asteroides descubierto el 8 de abril de 1991 por Eric Walter Elst desde el Observatorio de La Silla, Chile.

## Designación y nombre
Designado provisionalmente como 1991 GB7.

## Características orbitales
1991 GB7 está situado a una distancia media del Sol de 3,202 ua, pudiendo alejarse hasta 3,483 ua y acercarse hasta 2,921 ua. Su excentricidad es 0,087 y la inclinación orbital 7,886 grados. Emplea 2093,33 días en completar una órbita alrededor del Sol.

## Características físicas
La magnitud absoluta de 1991 GB7 es 13,7. Tiene 10,551 km de diámetro y su albedo se estima en 0,048. 